# XSLT
XSLT (eXtensible Stylesheet Language Transformations) — язык преобразования XML-документов. Спецификация XSLT входит в состав XSL и является рекомендацией W3C.
При применении таблицы стилей XSLT, состоящей из набора шаблонов, к XML-документу (исходное дерево) образуется конечное дерево, которое может быть сериализовано в виде XML-документа, XHTML-документа (только для XSLT 2.0), HTML-документа или простого текстового файла. Правила выбора (и, отчасти, преобразования) данных из исходного дерева пишутся на языке запросов XPath.
XSLT имеет множество различных применений, в основном в области веб-программирования и генерации отчётов. Одной из задач, решаемых языком XSLT, является отделение данных от их представления, как часть общей парадигмы MVC (англ. Model-view-controller). Другой стандартной задачей является преобразование XML-документов из одной XML-схемы в другую.

## История
XSLT разработан рабочей группой XSL Консорциума Всемирной паутины.
Версия 1.0 была одобрена в качестве рекомендации 16 ноября 1999 года. После выхода первой версии начались работы над версией 1.1, но в 2001 году они были прекращены, а рабочая группа XSL присоединилась к рабочей группе XQuery для совместной работы над XPath 2.0. Впоследствии XPath 2.0 послужил основой при разработке XSLT версии 2.0.
Версия 2.0 была одобрена в качестве рекомендации 24 января 2007 года.
Версия 3.0 была одобрена 8 июня 2017 года.

## Процесс выполнения XSLT-преобразования
В процессе выполнения XSLT-преобразования задействованы:
- один или несколько входных XML-документов;
- одна или несколько таблиц стилей XSLT;
- XSLT-процессор;
- один или несколько выходных документов.

В простейшем случае XSLT-процессор получает на входе два документа — входной XML-документ и таблицу стилей XSLT — и создаёт на их основе выходной документ.

## XSLT и XPath
XSLT использует язык XPath для доступа к отдельным частям входного XML-документа и для организации вычислений.
XSLT 1.0 использует XPath 1.0, а XSLT 2.0 использует XPath 2.0.

## Примеры

### Трансформация из XML в XSLT
Исходный XML-документ:
```
<?xml version="1.0"?>

<persons>

  
<person
 
username=
"MP123456"
>

    
<name>
Иван
</name>

    
<surname>
Иванов
</surname>

  
</person>

  
<person
 
username=
"PK123456"
>

    
<name>
Пётр
</name>

    
<surname>
Петров
</surname>

  
</person>

</persons>

```

Таблица XSLT-стилей (преобразования):
```
<?xml version="1.0"?>

<xsl:stylesheet
 
xmlns:xsl=
"http://www.w3.org/1999/XSL/Transform"
 
version=
"1.0"
>

    
<xsl:output
 
method=
"xml"
 
indent=
"yes"
/>

    
<xsl:template
 
match=
"persons"
>

        
<transform>

            
<xsl:apply-templates/>

        
</transform>

    
</xsl:template>

    
<xsl:template
 
match=
"person"
>

        
<record>

            
<xsl:apply-templates
 
select=
"@*|*"
/>

        
</record>

    
</xsl:template>

    
<xsl:template
 
match=
"@username"
>

        
<username>

            
<xsl:value-of
 
select=
"."
/>

        
</username>

    
</xsl:template>

    
<xsl:template
 
match=
"name"
>

        
<fullname>

            
<xsl:apply-templates/>

            
<xsl:apply-templates
 
select=
"following-sibling::surname"
 
mode=
"fullname"
/>

        
</fullname>

    
</xsl:template>

    
<xsl:template
 
match=
"surname"
/>

    
<xsl:template
 
match=
"surname"
 
mode=
"fullname"
>

        
<xsl:text>
 
</xsl:text>

        
<xsl:apply-templates/>

    
</xsl:template>

</xsl:stylesheet>

```

Результирующий XML-документ:
```
<?xml version="1.0" encoding="UTF-8"?>

<transform>

   
<record>

      
<username>
MP123456
</username>

      
<fullname>
Иван
 
Иванов
</fullname>

   
</record>

   
<record>

      
<username>
PK123456
</username>

      
<fullname>
Пётр
 
Петров
</fullname>

   
</record>
  

</transform>

```

### Трансформация из XML в XHTML
Входной XML-документ:
```
<?xml version="1.0" encoding="UTF-8"?>

<?xml-stylesheet type="text/xsl" href="my-style.xsl"?>

<domains>

    
<sun.com
 
ownedBy=
"Sun Microsystems Inc."
>

        
<host>

            
www

            
<use>
World
 
Wide
 
Web
 
site
</use>

        
</host>

        
<host>

            
java

            
<use>
Java
 
info
</use>

        
</host>

    
</sun.com>

    

    
<w3.org
 
ownedBy=
"The World Wide Web Consortium"
>

        
<host>

            
www

            
<use>
World
 
Wide
 
Web
 
site
</use>

        
</host>

        
<host>

            
validator

            
<use>
web
 
developers
 
who
 
want
 
to
 
get
 
it
 
right
</use>

        
</host>

    
</w3.org>

</domains>

```

Стиль для XSLT-трансформации:
```
<?xml version="1.0" encoding="UTF-8" ?>

<xsl:stylesheet
 
version=
"1.0"
 

        
xmlns:xsl=
"http://www.w3.org/1999/XSL/Transform"
 

        
xmlns=
"http://www.w3.org/1999/xhtml"
>

    
<xsl:output
 
method=
"xml"
 
indent=
"yes"

        
doctype-public=
"-//W3C//DTD XHTML 1.0 Strict//EN"
 

        
doctype-system=
"http://www.w3.org/TR/xhtml1/DTD/xhtml1-strict.dtd"
/>

    

    
<!--XHTML document outline-->
 

    
<xsl:template
 
match=
"/"
>

        
<html
 
xmlns=
"http://www.w3.org/1999/xhtml"
 
xml:lang=
"en"
 
lang=
"en"
>

            
<head>

                
<meta
 
http-equiv=
"Content-Type"
 
content=
"text/html; charset=UTF-8"
 
/>

                
<title>
test1
</title>

                
<style
 
type=
"text/css"
>

                    
h1
          
{
 
padding:
 
10px;
 
padding-width:
 
100%;
 
background-color:
 
silver
 
}

                    
td,
 
th
      
{
 
width:
 
40%;
 
border:
 
1px
 
solid
 
silver;
 
padding:
 
10px
 
}

                    
td:first-child,
 
th:first-child
  
{
 
width:
 
20%
 
}
 

                    
table
       
{
 
width:
 
650px
 
}

                
</style>

            
</head>

            
<body>

                
<xsl:apply-templates/>

            
</body>

        
</html>

    
</xsl:template>

    

    
<!--Table headers and outline-->

    
<xsl:template
 
match=
"domains/*"
>

        
<h1><xsl:value-of
 
select=
"@ownedBy"
/></h1>

        
<p>
The
 
following
 
host
 
names
 
are
 
currently
 
in
 
use
 
at

          
<strong><xsl:value-of
 
select=
"local-name(.)"
/></strong>

        
</p>

        
<table>

            
<tr><th>
Host
 
name
</th><th>
URL
</th><th>
Used
 
by
</th></tr>

            
<xsl:apply-templates/>

        
</table>

    
</xsl:template>

    

    
<!--Table row and first two columns-->

    
<xsl:template
 
match=
"host"
>

        
<!--Create variable for 'url', as it's used twice-->

        
<xsl:variable
 
name=
"url"
 
select=

            
"normalize-space(concat('http://', normalize-space(node()), '.', local-name(..)))"
/>

        
<tr>

            
<td><xsl:value-of
 
select=
"node()"
/></td>

            
<td><a
 
href=
"{$url}"
><xsl:value-of
 
select=
"$url"
/></a></td>

            
<xsl:apply-templates
 
select=
"use"
/>

        
</tr>

    
</xsl:template>

    
<!--'Used by' column-->

    
<xsl:template
 
match=
"use"
>

        
<td><xsl:value-of
 
select=
"."
/></td>

    
</xsl:template>

        

</xsl:stylesheet>

```

XHTML, который мы получаем на выходе (пробелы были добавлены для ясности):
```
<?xml version="1.0" encoding="UTF-8"?>

<!DOCTYPE html PUBLIC "-//W3C//DTD XHTML 1.0 Strict//EN"

                      "http://www.w3.org/TR/xhtml1/DTD/xhtml1-strict.dtd">

<html
 
xmlns=
"http://www.w3.org/1999/xhtml"
 
lang=
"en"
 
xml:lang=
"en"
>

  
<head>

    
<meta
 
content=
"text/html;charset=UTF-8"
 
http-equiv=
"Content-Type"
 
/>

    
<title>
test1
</title>

    
<style
 
type=
"text/css"
>

      
h1
          
{
 
padding:
 
10px;
 
padding-width:
 
100%;
 
background-color:
 
silver
 
}

      
td,
 
th
      
{
 
width:
 
40%;
 
border:
 
1px
 
solid
 
silver;
 
padding:
 
10px
 
}

      
td:first-child,
 
th:first-child
  
{
 
width:
 
20%
 
}
 

      
table
       
{
 
width:
 
650px
 
}

    
</style>

  
</head>

  
<body>

    
<h1>
Sun
 
Microsystems
 
Inc.
</h1>

    
<p>
The
 
following
 
host
 
names
 
are
 
currently
 
in
 
use
 
at
 
<strong>
sun.com
</strong></p>

    
<table>

        
<tr>

          
<th>
Host
 
name
</th>

          
<th>
URL
</th>

          
<th>
Used
 
by
</th>

        
</tr>

        
<tr>

          
<td>
www
</td>

          
<td><a
 
href=
"http://www.sun.com"
>
http://www.sun.com
</a></td>

          
<td>
World
 
Wide
 
Web
 
site
</td>

        
</tr>

        
<tr>

          
<td>
java
</td>

          
<td><a
 
href=
"http://java.sun.com"
>
http://java.sun.com
</a></td>

          
<td>
Java
 
info
</td>

        
</tr>

    
</table>

    

    
<h1>
The
 
World
 
Wide
 
Web
 
Consortium
</h1>

    
<p>
The
 
following
 
host
 
names
 
are
 
currently
 
in
 
use
 
at
 
<strong>
w3.org
</strong></p>

    
<table>

      
<tr>

        
<th>
Host
 
name
</th>

        
<th>
URL
</th>

        
<th>
Used
 
by
</th>

      
</tr>

      
<tr>

        
<td>
www
</td>

        
<td><a
 
href=
"http://www.w3.org"
>
http://www.w3.org
</a></td>

        
<td>
World
 
Wide
 
Web
 
site
</td>

      
</tr>

      
<tr>

        
<td>
validator
</td>

        
<td><a
 
href=
"http://validator.w3.org"
>
http://validator.w3.org
</a></td>

        
<td>
web
 
developers
 
who
 
want
 
to
 
get
 
it
 
right
</td>

      
</tr>

    
</table>

  
</body>

</html>

```

На выходе не всегда получится обязательно правильный XHTML.
В XSLT 2.0 это исправлено — добавлен метод вывода 'XHTML', наряду с 'HTML', который уже существовал в XSLT 1.0.

## Применение правил шаблонов
Язык XSLT является декларативным, а не процедурным. Вместо определения последовательности исполняемых операторов этот язык определяет правила, которые будут применяться во время преобразования. Само преобразование ведётся по фиксированному алгоритму.
В первую очередь XSLT-процессор разбирает файл преобразования и строит XML-дерево входного файла. Затем он ищет шаблон, который лучше всего подходит для корневого узла и вычисляет содержимое найденного шаблона. Инструкции в каждом шаблоне могут либо напрямую говорить XSLT-процессору «создай здесь такой-то тег» либо говорить «обработай другие узлы по тому же правилу, что и корневой узел».
Более подробно этот алгоритм, в чём-то нетривиальный, описывается ниже, хотя многие из его экзотических деталей опущены.
Каждый XSLT-процессор должен выполнить следующие шаги для подготовки к трансформации.
1. Прочитать таблицу стилей XSLT с помощью XML-парсера и перевести его содержимое в дерево узлов (дерево таблицы стилей) согласно модели данных XPath. Синтаксические ошибки «времени компиляции» определяются на этой стадии. Таблицы стилей могут быть модульными, поэтому все включения (инструкции xsl:include, xsl:import) также будут обработаны на этой стадии с целью объединить все шаблонные правила и иные элементы из других таблиц стилей в единое дерево таблицы стилей.
2. Прочитать входные данные XML с помощью XML-парсера, перевести его содержимое в дерево узлов (исходное дерево) согласно модели данных XPath. XML-документ может ссылаться на другие XML-источники с помощью вызова функций document(). Эти вызовы обычно обрабатываются во время выполнения, так как их расположение может являться вычисляемым, а вызовы соответствующих функций могут не происходить вовсе (пример выше не ссылается на какие-либо другие документы).
3. Удалить пустые узлы из таблицы стилей XSLT, кроме тех, которые являются потомками элементов xsl:text. Это позволяет исключить появление «лишних» пробелов.
4. Удалить пустые текстовые узлы из исходного дерева, если инструкции xsl:strip-space присутствуют в исходном документе. Это позволяет исключить появление «лишних» пробелов (пример выше не использует эту возможность).
5. Пополнить XSLT-дерево тремя правилами, которые предоставляют поведение по умолчанию для любых типов узлов, которые могут быть встречены при обработке. Первое правило — для обработки корневого узла; оно даёт инструкцию процессору обработать каждого потомка корневого узла. Второе правило — для любых текстовых узлов или узлов атрибутов; он даёт команду процессору сделать копию этого узла в результирующем дереве. Третье правило — для всех узлов комментария и узлов-инструкций обработки; никакой операции не производится. Шаблоны, явно заданные в XSLT, могут перекрывать часть или все шаблоны-правила, заданные по умолчанию. Если шаблон не содержит явных правил, встроенные правила будут применены для рекурсивного обхода исходного дерева и только текстовые узлы будут скопированы в результирующее дерево (узлы атрибутов не будут достигнуты, так как они не являются «детьми» их родительских узлов). Полученный таким образом результат обычно нежелателен, так как он является просто конкатенацией всех текстовых фрагментов из исходного XML-документа.

Затем процессор проделывает следующие шаги для получения и сериализации результирующего дерева.
1. Создаёт корневой узел результирующего дерева.
2. Обрабатывает корневой узел исходного дерева. Процедура обработки узла описана ниже.
3. Сериализует результирующее дерево, если необходимо, согласно подсказкам, описанным инструкцией xsl:output.

При обработке узла производятся следующие действия.
1. Производится поиск наиболее подходящего шаблона правила. Это достигается проверкой соответствия шаблона (который является выражением XPath) для каждого правила, указывая узлы, для которых правило может быть применено. Каждому шаблону процессором назначается относительный приоритет и старшинство для облегчения разрешения конфликтов. Порядок шаблонных правил в таблице стилей также может помочь разрешению конфликтов между шаблонами, которые соответствуют одинаковым узлам, но это не оказывает влияния на порядок, в котором узлы будут обрабатываться.
2. Template rule contents are instantiated. Элементы в пространстве имён XSLT (обычно имеющие префикс xsl:) трактуются как инструкции и имеют специальную семантику, которая указывает на то, как они должны интерпретироваться. Одни предназначены для добавления узлов в результирующее дерево, другие являются управляющими конструкциями. Не XSLT-элементы и текстовые узлы, обнаруженные в правиле, копируются, «дословно», в результирующее дерево. Комментарии и управляющие инструкции игнорируются.

Инструкция xsl:apply-templates при её обработке приводит к выборке и обработке нового набора узлов. Узлы идентифицируются с помощью выражения XPath. Все узлы обрабатываются в том порядке, в котором они содержатся в исходном документе.
XSLT расширяет библиотеку функций XPath и позволяет определять XPath-переменные. Эти переменные имеют разную область видимости в таблице стилей, в зависимости от того, где они были определены и их значения могут задаваться за пределами таблицы стилей. Значения переменных не могут быть изменены во время обработки.
Хотя эта процедура может показаться сложной, она делает XSLT по возможностям похожей на другие языки web-шаблонов. Если таблица стилей состоит из единственного правила, предназначенного для обработки корневого узла, в результат просто копируется всё содержимое шаблона, а XSLT-инструкции (элементы 'xsl:…') заменяются вычисляемым содержимым. XSLT предлагает даже специальный формат («literal result element as stylesheet») для таких простых, одношаблонных трансформаций. Однако, возможность определять отдельные шаблоны и правила сильно увеличивает гибкость и эффективность XSLT, особенно при генерации результата, который очень похож на исходный документ.